# Uomini d'onore (film 1990)
Uomini d'onore (Men of Respect) è un film drammatico del 1990, un adattamento dell'opera di William Shakespeare Macbeth. È interpretato da John Turturro nel ruolo di Mike Battaglia, un sicario della Mafia che scala la sua via per il successo uccidendo il suo boss.
Nel film ci sono anche Rod Steiger, Stanley Tucci, Dennis Farina e Peter Boyle ed è diretto da William C. Reilly. Non è il primo tentativo di trapiantare Macbeth nella cultura di massa Americana; già era stato provato nel 1955 con il film Joe Macbeth.